# Badoo

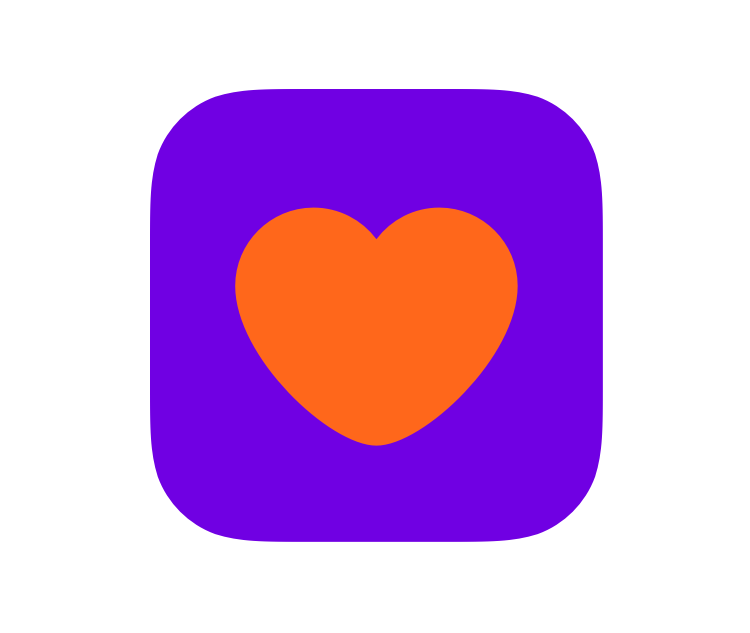
로고

Badoo는 2006년부터 운영된 소셜 네트워킹 서비스 (SNS)이다.